# Locarno (distrikt)
Distretto di Locarno är ett av de åtta distrikten i kantonen Ticino i Schweiz. 

## Indelning
Distriktet består av sju kretsar (circoli) som  består av totalt 19 kommuner.
Kretsar:
- Gambarogno
- Isole
- Locarno
- Melezza
- Navegna
- Onsernone
- Verzasca

Kommuner:
| Vapen                | Namn                 | Invånare 2023-12-31 | Yta i km² | Krets      |
| -------------------- | -------------------- | ------------------- | --------- | ---------- |
| Gambarogno           | Gambarogno           | 5 086               | 51,80     | Gambarogno |
| Ascona               | Ascona               | 5 381               | 4,95      | Isole      |
| Brissago             | Brissago             | 1 619               | 17,80     | Isole      |
| Losone               | Losone               | 6 766               | 9,26      | Isole      |
| Ronco sopra Ascona   | Ronco sopra Ascona   | 524                 | 5,01      | Isole      |
| Locarno              | Locarno              | 16 394              | 18,69     | Locarno    |
| Muralto              | Muralto              | 2 587               | 0,59      | Locarno    |
| Orselina             | Orselina             | 699                 | 1,94      | Locarno    |
| Centovalli           | Centovalli           | 1 098               | 53,50     | Melezza    |
| Terre di Pedemonte   | Terre di Pedemonte   | 2 673               | 11,59     | Melezza    |
| Brione sopra Minusio | Brione sopra Minusio | 442                 | 3,82      | Navegna    |
| Cugnasco-Gerra       | Cugnasco-Gerra       | –                   | 18,21     | Navegna    |
| Gordola              | Gordola              | 4 814               | 6,94      | Navegna    |
| Lavertezzo           | Lavertezzo           | –                   | 0,90      | Navegna    |
| Mergoscia            | Mergoscia            | 203                 | 12,17     | Navegna    |
| Minusio              | Minusio              | 7 365               | 5,86      | Navegna    |
| Tenero-Contra        | Tenero-Contra        | 3 397               | 3,69      | Navegna    |
| Onsernone            | Onsernone            | 663                 | 105,38    | Onsernone  |
| Verzasca             | Verzasca             | 855                 | 218,50    | Verzasca   |

Samtliga kommuner i distriktet är italienskspråkiga.